# Esquí acrobático en los Juegos Olímpicos
El deporte de esquí acrobático en los Juegos Olímpicos se realizó por primera vez en Albertville 1992 con una prueba por género, los baches o moguls. En el programa actual se efectúan competiciones en seis pruebas: campo a través, baches, halfpipe, salto aéreo, slopestyle y big air (desde Pekín 2022).
Tras el Campeonato Mundial, es la máxima competición internacional de esquí acrobático. Es organizado por el Comité Olímpico Internacional (COI), junto con la Federación Internacional de Esquí (FIS).

## Ediciones
| Núm. | Año  | Sede                             | Instalación                               |
| ---- | ---- | -------------------------------- | ----------------------------------------- |
| I    | 1992 | Albertville ( Francia)           | Tignes                                    |
| II   | 1994 | Lillehammer ( Noruega)           | Estadio de Esquí Acrobático de Kanthaugen |
| III  | 1998 | Nagano ( Japón)                  | Iizuna Kogen                              |
| IV   | 2002 | Salt Lake City ( Estados Unidos) | Deer Valley                               |
| V    | 2006 | Turín ( Italia)                  | Sauze d'Oulx-Jouvenceaux                  |
| VI   | 2010 | Vancouver ( Canadá)              | Cypress Mountain                          |
| VII  | 2014 | Sochi ( Rusia)                   | Extreme Park Roza Jútor                   |
| VIII | 2018 | Pyeongchang ( Corea del Sur)     | Parque de Nieve de Bokwang                |
| IX   | 2022 | Chongli ( China)                 | Parque de Nieve Genting                   |

## Medallero histórico
- Actualizado hasta Pekín 2022.

| Núm. | País                    | Oro | Plata | Bronce | Total |
| ---- | ----------------------- | --- | ----- | ------ | ----- |
| 1    | Canadá                  | 12  | 12    | 6      | 30    |
| 2    | Estados Unidos          | 11  | 13    | 9      | 33    |
| 3    | Suiza                   | 6   | 3     | 4      | 13    |
| 4    | República Popular China | 5   | 8     | 4      | 17    |
| 5    | Australia               | 4   | 3     | 2      | 9     |
| 6    | Noruega                 | 4   | 2     | 4      | 10    |
| 7    | Bielorrusia             | 4   | 2     | 2      | 8     |
| 8    | Francia                 | 3   | 6     | 6      | 15    |
| 9    | Suecia                  | 2   | 1     | 3      | 6     |
| 10   | Finlandia               | 1   | 2     | 1      | 4     |
| 11   | Ucrania                 | 1   | 1     | 0      | 2     |
| 12   | Japón                   | 1   | 0     | 4      | 5     |
| 13   | Nueva Zelanda           | 1   | 0     | 1      | 2     |
| 14   | República Checa         | 1   | 0     | 0      | 1     |
| 14   | Uzbekistán              | 1   | 0     | 0      | 1     |
| 16   | Rusia                   | 0   | 2     | 8      | 10    |
| 17   | Alemania                | 0   | 1     | 1      | 2     |
| 18   | Austria                 | 0   | 1     | 0      | 1     |
| 19   | Estonia                 | 0   | 0     | 1      | 1     |
| 19   | Kazajistán              | 0   | 0     | 1      | 1     |
| 19   | Reino Unido             | 0   | 0     | 1      | 1     |
|      | TOTAL                   | 57  | 57    | 58     | 172   |

1. ↑  Incluye las medallas obtenidas por el Equipo Unificado, los «Atletas Olímpicos de Rusia» y ROC.

## Deportistas con más medallas
- Actualizado hasta Pekín 2022.

### Hombres
| Núm. | Esquiador          | País           | Años      | Oro | Plata | Bronce | Total |
| ---- | ------------------ | -------------- | --------- | --- | ----- | ------ | ----- |
| 1    | David Wise         | Estados Unidos | 2014–2022 | 2   | 1     | 0      | 3     |
| 2    | Alexandre Bilodeau | Canadá         | 2006–2014 | 2   | 0     | 0      | 2     |
| 3    | Mikaël Kingsbury   | Canadá         | 2014–2022 | 1   | 2     | 0      | 3     |
| 4    | Janne Lahtela      | Finlandia      | 1992–2010 | 1   | 1     | 0      | 2     |
| 4    | Dale Begg-Smith    | Australia      | 2006–2014 | 1   | 1     | 0      | 2     |
| 4    | Nico Porteous      | Nueva Zelanda  | 2018–2022 | 1   | 1     | 0      | 2     |
| 4    | Olexandr Abramenko | Ucrania        | 2018–2022 | 1   | 1     | 0      | 2     |
| 4    | Qi Guangpu         | China          | 2022      | 1   | 1     | 0      | 2     |
| 9    | Edgar Grospiron    | Francia        | 1992–1994 | 1   | 0     | 1      | 2     |
| 9    | Alexei Grishin     | Bielorrusia    | 1998–2014 | 1   | 0     | 1      | 2     |
| 11   | Jia Zongyang       | China          | 2014–2022 | 0   | 2     | 1      | 3     |
| 11   | Nicholas Goepper   | Estados Unidos | 2014–2022 | 0   | 2     | 1      | 3     |

### Mujeres
| Núm. | Esquiador               | País           | Años      | Oro | Plata | Bronce | Total |
| ---- | ----------------------- | -------------- | --------- | --- | ----- | ------ | ----- |
| 1    | Eileen Gu               | China          | 2022      | 2   | 1     | 0      | 3     |
| 2    | Xu Mengtao              | China          | 2014–2022 | 1   | 2     | 0      | 3     |
| 3    | Kari Traa               | Noruega        | 1992–2006 | 1   | 1     | 1      | 3     |
| 3    | Mathilde Gremaud        | Suiza          | 2018–2022 | 1   | 1     | 1      | 3     |
| 5    | Jennifer Heil           | Canadá         | 2002–2010 | 1   | 1     | 0      | 2     |
| 5    | Kelsey Serwa            | Canadá         | 2010–2018 | 1   | 1     | 0      | 2     |
| 5    | Justine Dufour-Lapointe | Canadá         | 2014–2018 | 1   | 1     | 0      | 2     |
| 5    | Marielle Thompson       | Canadá         | 2014–2022 | 1   | 1     | 0      | 2     |
| 5    | Hanna Huskova           | Bielorrusia    | 2018–2022 | 1   | 1     | 0      | 2     |
| 5    | Cassie Sharpe           | Canadá         | 2018–2022 | 1   | 1     | 0      | 2     |
| 11   | Stine Lise Hattestad    | Noruega        | 1992–1994 | 1   | 0     | 1      | 2     |
| 11   | Tae Satoya              | Japón          | 1994–2010 | 1   | 0     | 1      | 2     |
| 11   | Alisa Camplin           | Australia      | 2002–2006 | 1   | 0     | 1      | 2     |
| 11   | Hannah Kearney          | Estados Unidos | 2006–2014 | 1   | 0     | 1      | 2     |
| 11   | Lydia Lassila           | Australia      | 2002–2018 | 1   | 0     | 1      | 2     |